# Lista över matchresultat i Elitserien i ishockey 1977/1978
Lista över matchresultat i grundserien av Elitserien i ishockey 1977/1978. Ligan inleddes den 6 oktober 1977 och avslutades 15 mars 1978.
| Nr | Lag             | S  | V  | O | F  | GM  | IM  | MS   | P  |
| -- | --------------- | -- | -- | - | -- | --- | --- | ---- | -- |
| 1  | Brynäs IF (RM)  | 36 | 24 | 3 | 9  | 168 | 126 | +42  | 51 |
| 2  | Skellefteå AIK  | 36 | 21 | 5 | 10 | 186 | 139 | +47  | 47 |
| 3  | AIK             | 36 | 20 | 5 | 11 | 160 | 116 | +44  | 45 |
| 4  | Modo AIK        | 36 | 21 | 3 | 12 | 151 | 112 | +39  | 45 |
| 5  | Färjestad BK    | 36 | 21 | 2 | 13 | 173 | 146 | +27  | 44 |
| 6  | Västra Frölunda | 36 | 17 | 9 | 10 | 158 | 122 | +36  | 43 |
| 7  | Leksands IF     | 36 | 14 | 6 | 16 | 154 | 153 | +1   | 34 |
| 8  | Djurgårdens IF  | 36 | 9  | 7 | 20 | 138 | 189 | −51  | 25 |
| 9  | Timrå IK        | 36 | 5  | 4 | 27 | 102 | 180 | −78  | 14 |
| 10 | Södertälje SK   | 36 | 4  | 4 | 28 | 83  | 190 | −107 | 12 |

## Matcher
| Datum Match Resultat Publik Spelplan Omgång 1 - 6 oktober 1977 Södertälje SK-Brynäs IF 1-1 (1-1, 0-0, 0-0) 4640 Scaniarinken - 6 oktober 1977 Västra Frölunda IF-Färjestads BK 2-2 (1-0, 0-0, 1-2) 4784 Scandinavium - 6 oktober 1977 Timrå IK-Djurgårdens IF 3-4 (1-1, 0-1, 2-2) 4311 Timrå isstadion - 6 oktober 1977 AIK-Leksands IF 4-2 (1-0, 1-2, 2-0) 9425 Johanneshovs isstadion - 6 oktober 1977 Skellefteå AIK-Modo AIK 5-4 (0-1, 1-2, 4-1) 5953 Skellefteå isstadion Omgång 2 - 9 oktober 1977 Leksands IF-Timrå IK 3-2 (0-0, 1-1, 2-1) 2685 Leksands isstadion - 9 oktober 1977 Modo AIK-AIK 4-3 (0-0, 3-1, 1-2) 4615 Kempehallen - 9 oktober 1977 Djurgårdens IF-Västra Frölunda IF 3-3 (0-0, 2-2, 1-1) 6458 Johanneshovs isstadion - 9 oktober 1977 Färjestads BK-Södertälje SK 4-0 (0-0, 1-0, 3-0) 4002 Färjestads ishall - 9 oktober 1977 Brynäs IF-Skellefteå AIK 5-6 (2-3, 3-1, 0-2) 4390 Gavlerinken Omgång 3 - 12 oktober 1977 Västra Frölunda IF-Leksands IF 2-5 (1-1, 1-1, 0-3) 5091 Scandinavium - 13 oktober 1977 Södertälje SK-Djurgårdens IF 0-6 (0-4, 0-0, 0-2) 5715 Scaniarinken - 13 oktober 1977 Timrå IK-Modo AIK 2-4 (0-1, 2-3, 0-0) 6314 Timrå isstadion - 13 oktober 1977 AIK-Skellefteå AIK 1-2 (1-1, 0-0, 0-1) 8687 Johanneshovs isstadion - 13 oktober 1977 Färjestads BK-Brynäs IF 10-0 (4-0, 0-0, 6-0) 5249 Färjestads ishall Omgång 4 - 16 oktober 1977 Skellefteå AIK-Timrå IK 8-2 (5-0, 1-2, 2-0) 7178 Skellefteå isstadion - 16 oktober 1977 Modo AIK-Västra Frölunda IF 5-1 (0-0, 2-0, 3-1) 4267 Kempehallen - 16 oktober 1977 Leksands IF-Södertälje SK 7-2 (0-1, 5-0, 2-1) 2307 Leksands isstadion - 16 oktober 1977 Djurgårdens IF-Färjestads BK 1-4 (1-2, 0-1, 0-1) 8112 Johanneshovs isstadion - 16 oktober 1977 Brynäs IF-AIK 4-5 (1-3, 1-1, 2-1) 5222 Gavlerinken Omgång 5 - 20 oktober 1977 Södertälje SK-Modo AIK 2-5 (0-3, 0-1, 2-1) 3479 Scaniarinken - 20 oktober 1977 Västra Frölunda IF-Brynäs IF 3-4 (1-3, 1-1, 1-0) 4283 Scandinavium - 20 oktober 1977 Timrå IK-AIK 0-5 (0-4, 0-0, 0-1) 3523 Timrå isstadion - 20 oktober 1977 Djurgårdens IF-Skellefteå AIK 3-3 (0-0, 2-2, 1-1) 7292 Johanneshovs isstadion - 20 oktober 1977 Färjestads BK-Leksands IF 3-5 (0-1, 2-2, 1-2) 5223 Färjestads ishall Omgång 6 - 23 oktober 1977 AIK-Västra Frölunda IF 5-4 (2-0, 1-1, 2-3) 5952 Johanneshovs isstadion - 23 oktober 1977 Skellefteå AIK-Södertälje SK 6-5 (4-3, 1-1, 1-1) 6542 Skellefteå isstadion - 23 oktober 1977 Modo AIK-Färjestads BK 1-3 (0-0, 0-2, 1-1) 5495 Kempehallen - 23 oktober 1977 Leksands IF-Djurgårdens IF 9-5 (3-1, 3-0, 3-4) 3714 Leksands isstadion - 23 oktober 1977 Brynäs IF-Timrå IK 6-5 (2-3, 1-1, 3-1) 4161 Gavlerinken Omgång 7 - 27 oktober 1977 Södertälje SK-AIK 2-7 (1-1, 1-3, 0-3) 5902 Scaniarinken - 27 oktober 1977 Västra Frölunda IF-Timrå IK 9-3 (1-1, 3-0, 5-2) 3049 Scandinavium - 27 oktober 1977 Leksands IF-Brynäs IF 3-5 (2-2, 0-1, 1-2) 5471 Leksands isstadion - 27 oktober 1977 Djurgårdens IF-Modo AIK 1-3 (1-0, 0-0, 0-3) 6701 Johanneshovs isstadion - 27 oktober 1977 Färjestads BK-Skellefteå AIK 6-6 (1-0, 4-4, 1-2) 5418 Färjestads ishall Omgång 8 - 30 oktober 1977 Timrå IK-Södertälje SK 7-1 (2-1, 2-0, 3-0) 2163 Timrå isstadion - 30 oktober 1977 AIK-Färjestads BK 4-2 (2-1, 0-1, 2-0) 7453 Johanneshovs isstadion - 30 oktober 1977 Skellefteå AIK-Västra Frölunda IF 3-3 (0-1, 3-2, 0-0) 6409 Skellefteå isstadion - 30 oktober 1977 Modo AIK-Leksands IF 1-1 (1-1, 0-0, 0-0) 5024 Kempehallen - 30 oktober 1977 Brynäs IF-Djurgårdens IF 5-3 (0-0, 3-1, 2-2) 4987 Gavlerinken Omgång 9 - 3 november 1977 Södertälje SK-Västra Frölunda IF 2-4 (0-3, 0-0, 2-1) 2387 Scaniarinken - 3 november 1977 Modo AIK-Brynäs IF 1-2 (0-0, 0-1, 1-1) 5483 Kempehallen - 3 november 1977 Leksands IF-Skellefteå AIK 4-3 (3-1, 1-1, 0-1) 5426 Leksands isstadion - 3 november 1977 Djurgårdens IF-AIK 2-2 (0-1, 1-0, 1-1) 9774 Johanneshovs isstadion - 3 november 1977 Färjestads BK-Timrå IK 9-2 (5-0, 1-0, 3-2) 3799 Färjestads ishall Omgång 10 - 6 november 1977 Västra Frölunda IF-Södertälje SK 2-1 (0-1, 1-0, 1-0) 5045 Scandinavium - 6 november 1977 Timrå IK-Färjestads BK 2-5 (1-3, 1-1, 0-1) 2682 Timrå isstadion - 6 november 1977 AIK-Djurgårdens IF 4-9 (1-4, 3-4, 0-1) 9764 Johanneshovs isstadion - 6 november 1977 Skellefteå AIK-Leksands IF 5-3 (2-1, 2-2, 1-0) 7909 Skellefteå isstadion - 6 november 1977 Brynäs IF-Modo AIK 4-2 (1-1, 3-1, 0-0) 7654 Gavlerinken Omgång 11 - 13 november 1977 Södertälje SK-Timrå IK 2-2 (0-1, 1-0, 1-1) 3653 Scaniarinken - 13 november 1977 Västra Frölunda IF-Skellefteå AIK 6-5 (0-2, 4-2, 2-1) 7913 Scandinavium - 13 november 1977 Leksands IF-Modo AIK 3-4 (1-2, 1-1, 1-1) 4473 Leksands isstadion - 13 november 1977 Djurgårdens IF-Brynäs IF 2-6 (0-2, 1-4, 1-0) 9772 Johanneshovs isstadion - 13 november 1977 Färjestads BK-AIK 3-7 (1-2, 0-1, 2-4) 4768 Färjestads ishall Omgång 12 - 17 november 1977 Timrå IK-Västra Frölunda IF 1-6 (0-3, 1-3, 0-0) 2363 Timrå isstadion - 17 november 1977 AIK-Södertälje SK 8-0 (2-0, 3-0, 3-0) 6720 Johanneshovs isstadion - 17 november 1977 Skellefteå AIK-Färjestads BK 6-2 (2-0, 3-1, 1-1) 6945 Skellefteå isstadion - 17 november 1977 Modo AIK-Djurgårdens IF 6-3 (2-0, 3-1, 1-2) 4291 Kempehallen - 17 november 1977 Brynäs IF-Leksands IF 4-4 (2-0, 0-2, 2-2) 7538 Gavlerinken Omgång 13 - 20 november 1977 Södertälje SK-Skellefteå AIK 8-3 (2-1, 2-0, 4-2) 3387 Scaniarinken - 20 november 1977 Västra Frölunda IF-AIK 5-3 (3-0, 1-2, 1-1) 12289 Scandinavium - 20 november 1977 Timrå IK-Brynäs IF 5-3 (1-1, 3-1, 1-1) 2376 Timrå isstadion - 20 november 1977 Djurgårdens IF-Leksands IF 4-8 (0-5, 4-3, 0-0) 7608 Johanneshovs isstadion - 20 november 1977 Färjestads BK-Modo AIK 8-7 (2-1, 2-3, 4-3) 4290 Färjestads ishall Omgång 14 - 24 november 1977 AIK-Timrå IK 2-2 (1-0, 0-1, 1-1) 4794 Johanneshovs isstadion - 24 november 1977 Skellefteå AIK-Djurgårdens IF 12-2 (7-0, 2-2, 3-0) 4643 Skellefteå isstadion - 24 november 1977 Modo AIK-Södertälje SK 5-1 (1-0, 2-0, 2-1) 3334 Kempehallen - 24 november 1977 Leksands IF-Färjestads BK 6-3 (1-2, 3-1, 2-0) 3557 Leksands isstadion - 24 november 1977 Brynäs IF-Västra Frölunda IF 8-6 (3-3, 2-3, 3-0) 4227 Gavlerinken Omgång 15 - 27 november 1977 Södertälje SK-Leksands IF 3-3 (2-1, 1-2, 0-0) 4875 Scaniarinken - 27 november 1977 Västra Frölunda IF-Modo AIK 4-4 (1-2, 1-1, 2-1) 10505 Scandinavium - 27 november 1977 Timrå IK-Skellefteå AIK 2-3 (0-1, 2-1, 0-1) 3459 Timrå isstadion - 27 november 1977 AIK-Brynäs IF 6-4 (2-2, 3-1, 1-1) 9494 Johanneshovs isstadion - 27 november 1977 Färjestads BK-Djurgårdens IF 5-4 (0-3, 4-1, 1-0) 3311 Färjestads ishall Omgång 16 - 1 december 1977 Skellefteå AIK-AIK 6-4 (4-0, 1-2, 1-2) 7055 Skellefteå isstadion - 1 december 1977 Modo AIK-Timrå IK 7-4 (2-2, 2-1, 3-1) 4065 Kempehallen - 1 december 1977 Leksands IF-Västra Frölunda IF 5-5 (1-0, 3-2, 1-3) 2920 Leksands isstadion - 1 december 1977 Djurgårdens IF-Södertälje SK 5-0 (1-0, 1-0, 3-0) 6821 Johanneshovs isstadion - 1 december 1977 Brynäs IF-Färjestads BK 7-0 (3-0, 4-0, 0-0) 6105 Gavlerinken Omgång 17 - 4 december 1977 Södertälje SK-Färjestads BK 1-4 (1-1, 0-0, 0-3) 3508 Scaniarinken - 4 december 1977 Västra Frölunda IF-Djurgårdens IF 8-3 (1-0, 4-2, 3-1) 9504 Scandinavium - 4 december 1977 Timrå IK-Leksands IF 2-4 (1-1, 1-3, 0-0) 3267 Timrå isstadion - 4 december 1977 AIK-Modo AIK 2-3 (1-2, 0-1, 1-0) 8163 Johanneshovs isstadion - 4 december 1977 Skellefteå AIK-Brynäs IF 3-7 (0-2, 2-2, 1-3) 6604 Skellefteå isstadion Omgång 18 - 8 december 1977 Modo AIK-Skellefteå AIK 3-1 (1-0, 1-1, 1-0) 6359 Kempehallen - 8 december 1977 Leksands IF-AIK 3-4 (1-1, 2-2, 0-1) 4156 Leksands isstadion - 8 december 1977 Djurgårdens IF-Timrå IK 6-6 (4-0, 2-4, 0-2) 4981 Johanneshovs isstadion - 8 december 1977 Färjestads BK-Västra Frölunda IF 5-0 (3-0, 1-0, 1-0) 4601 Färjestads ishall - 8 december 1977 Brynäs IF-Södertälje SK 6-3 (2-0, 3-3, 1-0) 3312 Gavlerinken | Omgång 19 - 6 januari 1978 AIK-Djurgårdens IF 5-1 (1-1, 2-0, 2-0) 8672 Johanneshovs isstadion - 6 januari 1978 Leksands IF-Västra Frölunda IF 3-5 (1-2, 2-1, 0-2) 3280 Leksands isstadion - 6 januari 1978 Södertälje SK-Modo AIK 1-5 (1-0, 0-1, 0-4) 2833 Scaniarinken - 6 januari 1978 Brynäs IF-Timrå IK 7-2 (2-1, 2-0, 3-1) 3342 Gavlerinken - 6 januari 1978 Färjestads BK-Skellefteå AIK 6-4 (3-0, 2-2, 1-2) 4542 Färjestads ishall Omgång 20 - 8 januari 1978 Skellefteå AIK-Brynäs IF 1-8 (1-2, 0-3, 0-3) 4547 Skellefteå isstadion - 8 januari 1978 Timrå IK-Södertälje SK 2-3 (1-1, 0-1, 1-1) 1870 Timrå isstadion - 8 januari 1978 Modo AIK-Leksands IF 6-1 (5-0, 1-0, 0-1) 4093 Kempehallen - 8 januari 1978 Västra Frölunda IF-AIK 4-3 (1-1, 2-1, 1-1) 9224 Scandinavium - 8 januari 1978 Djurgårdens IF-Färjestads BK 2-5 (1-1, 1-3, 0-1) 2921 Johanneshovs isstadion Omgång 21 - 12 januari 1978 AIK-Modo AIK 8-2 (3-1, 2-0, 3-1) 6460 Johanneshovs isstadion - 12 januari 1978 Leksands IF-Timrå IK 6-2 (2-1, 2-0, 2-1) 1271 Leksands isstadion - 12 januari 1978 Södertälje SK-Skellefteå AIK 1-9 (0-1, 0-5, 1-3) 2827 Scaniarinken - 12 januari 1978 Brynäs IF-Färjestads BK 5-0 (1-0, 2-0, 2-0) 5171 Gavlerinken - 12 januari 1978 Västra Frölunda IF-Djurgårdens IF 5-5 (1-2, 2-2, 2-1) 6366 Scandinavium Omgång 22 - 15 januari 1978 Färjestads BK-Södertälje SK 13-3 (3-1, 5-2, 5-0) 2698 Färjestads ishall - 15 januari 1978 Skellefteå AIK-Leksands IF 6-4 (2-2, 1-1, 3-1) 4567 Skellefteå isstadion - 15 januari 1978 Timrå IK-AIK 1-5 (0-0, 1-2, 0-3) 1443 Timrå isstadion - 15 januari 1978 Modo AIK-Västra Frölunda IF 2-2 (0-1, 1-0, 1-1) 3851 Kempehallen - 15 januari 1978 Djurgårdens IF-Brynäs IF 3-3 (0-0, 1-2, 2-1) 5101 Johanneshovs isstadion Omgång 23 - 19 januari 1978 AIK-Skellefteå AIK 7-3 (3-1, 2-1, 2-1) 8721 Johanneshovs isstadion - 19 januari 1978 Leksands IF-Djurgårdens IF 7-2 (1-1, 5-0, 1-1) 1729 Leksands isstadion - 19 januari 1978 Södertälje SK-Brynäs IF 3-6 (0-4, 1-1, 2-1) 2633 Scaniarinken - 19 januari 1978 Modo AIK-Färjestads BK 7-3 (0-2, 5-0, 2-1) 3876 Kempehallen - 19 januari 1978 Västra Frölunda IF-Timrå IK 3-2 (2-0, 1-1, 0-1) 5281 Scandinavium Omgång 24 - 22 januari 1978 Brynäs IF-Leksands IF 3-2 (1-0, 0-2, 2-0) 6912 Gavlerinken - 22 januari 1978 Färjestads BK-AIK 2-5 (0-1, 1-1, 1-3) 4516 Färjestads ishall - 22 januari 1978 Skellefteå AIK-Västra Frölunda IF 4-4 (1-2, 1-1, 2-1) 4608 Skellefteå isstadion - 22 januari 1978 Timrå IK-Modo AIK 1-7 (1-3, 0-2, 0-2) 2766 Timrå isstadion - 22 januari 1978 Djurgårdens IF-Södertälje SK 8-3 (2-1, 3-2, 3-0) 5798 Johanneshovs isstadion Omgång 25 - 26 januari 1978 AIK-Brynäs IF 3-4 (0-3, 2-1, 1-0) 9545 Johanneshovs isstadion - 26 januari 1978 Leksands IF-Södertälje SK 7-5 (1-3, 6-1, 0-1) 1409 Leksands isstadion - 26 januari 1978 Timrå IK-Djurgårdens IF 3-5 (0-1, 1-1, 2-3) 1271 Timrå isstadion - 26 januari 1978 Modo AIK-Skellefteå AIK 4-5 (0-2, 3-1, 1-2) 4729 Kempehallen - 26 januari 1978 Västra Frölunda IF-Färjestads BK 1-3 (0-1, 0-0, 1-2) 12370 Scandinavium Omgång 26 - 29 januari 1978 Södertälje SK-AIK 5-7 (1-3, 2-2, 2-2) 3415 Scaniarinken - 29 januari 1978 Brynäs IF-Västra Frölunda IF 6-3 (0-1, 4-0, 2-2) 4652 Gavlerinken - 29 januari 1978 Färjestads BK-Leksands IF 5-7 (0-2, 2-2, 3-3) 4483 Färjestads ishall - 29 januari 1978 Skellefteå AIK-Timrå IK 10-2 (2-1, 3-1, 5-0) 3935 Skellefteå isstadion - 29 januari 1978 Djurgårdens IF-Modo AIK 3-2 (1-0, 0-0, 2-2) 3853 Johanneshovs isstadion Omgång 27 - 2 februari 1978 AIK-Leksands IF 4-4 (3-1, 1-1, 0-2) 8869 Johanneshovs isstadion - 2 februari 1978 Skellefteå AIK-Djurgårdens IF 14-6 (8-0, 4-3, 2-3) 4169 Skellefteå isstadion - 2 februari 1978 Timrå IK-Färjestads BK 3-5 (2-1, 1-2, 0-2) 655 Timrå isstadion - 2 februari 1978 Västra Frölunda IF-Södertälje SK 12-2 (2-0, 5-1, 5-1) 3447 Scandinavium - 2 februari 1978 Brynäs IF-Modo AIK 4-0 (0-0, 1-0, 3-0) 5337 Gavlerinken Omgång 28 - 5 februari 1978 Modo AIK-Brynäs IF 6-4 (4-2, 1-0, 1-2) 4253 Kempehallen - 5 februari 1978 Leksands IF-AIK 3-3 (2-0, 1-2, 0-1) 4595 Leksands isstadion - 5 februari 1978 Södertälje SK-Västra Frölunda IF 3-2 (1-1, 1-1, 1-0) 1660 Scaniarinken - 5 februari 1978 Färjestads BK-Timrå IK 5-3 (2-0, 0-1, 3-2) 2379 Färjestads ishall - 5 februari 1978 Djurgårdens IF-Skellefteå AIK 1-6 (0-2, 1-1, 0-3) 4204 Johanneshovs isstadion Omgång 29 - 19 februari 1978 AIK-Södertälje SK 6-5 (4-0, 0-3, 2-2) 4298 Johanneshovs isstadion - 19 februari 1978 Leksands IF-Färjestads BK 4-7 (3-2, 0-4, 1-1) 3957 Leksands isstadion - 19 februari 1978 Timrå IK-Skellefteå AIK 1-2 (0-1, 0-0, 1-1) 894 Timrå isstadion - 19 februari 1978 Modo AIK-Djurgårdens IF 6-1 (1-0, 4-0, 1-1) 3171 Kempehallen - 19 februari 1978 Västra Frölunda IF-Brynäs IF 6-1 (2-1, 1-0, 3-0) 7752 Scandinavium Omgång 30 - 23 februari 1978 Södertälje SK-Leksands IF 3-6 (1-0, 2-2, 0-4) 2263 Scaniarinken - 23 februari 1978 Brynäs IF-AIK 10-1 (3-1, 2-0, 5-0) 5602 Gavlerinken - 23 februari 1978 Färjestads BK-Västra Frölunda IF 3-5 (2-3, 1-1, 0-1) 3784 Färjestads ishall - 23 februari 1978 Skellefteå AIK-Modo AIK 4-6 (1-2, 1-2, 2-2) 5232 Skellefteå isstadion - 23 februari 1978 Djurgårdens IF-Timrå IK 3-7 (3-2, 0-1, 0-4) 2198 Johanneshovs isstadion Omgång 31 - 26 februari 1978 AIK-Färjestads BK 5-0 (2-0, 1-0, 2-0) 6482 Johanneshovs isstadion - 26 februari 1978 Leksands IF-Brynäs IF 5-6 (2-2, 3-0, 0-4) 4027 Leksands isstadion - 26 februari 1978 Södertälje SK-Djurgårdens IF 4-3 (1-1, 2-2, 1-0) 2553 Scaniarinken - 26 februari 1978 Modo AIK-Timrå IK 9-3 (3-1, 3-0, 3-2) 3006 Kempehallen - 26 februari 1978 Västra Frölunda IF-Skellefteå AIK 3-3 (0-1, 1-2, 2-0) 9628 Scandinavium Omgång 32 - 2 mars 1978 Brynäs IF-Södertälje SK 3-1 (2-0, 1-1, 0-0) 2999 Gavlerinken - 2 mars 1978 Färjestads BK-Modo AIK 7-5 (3-3, 3-1, 1-1) 3531 Färjestads ishall - 2 mars 1978 Skellefteå AIK-AIK 5-2 (0-1, 3-0, 2-1) 4818 Skellefteå isstadion - 2 mars 1978 Timrå IK-Västra Frölunda IF 4-5 (0-1, 3-2, 1-2) 1297 Timrå isstadion - 2 mars 1978 Djurgårdens IF-Leksands IF 6-5 (1-4, 3-0, 2-1) 2815 Johanneshovs isstadion Omgång 33 - 5 mars 1978 AIK-Timrå IK 10-0 (4-0, 3-0, 3-0) 3445 Johanneshovs isstadion - 5 mars 1978 Leksands IF-Skellefteå AIK 3-5 (1-2, 1-1, 1-2) 1138 Leksands isstadion - 5 mars 1978 Södertälje SK-Färjestads BK 4-5 (2-1, 1-2, 1-2) 2085 Scaniarinken - 5 mars 1978 Brynäs IF-Djurgårdens IF 6-4 (0-1, 5-0, 1-3) 2632 Gavlerinken - 5 mars 1978 Västra Frölunda IF-Modo AIK 7-3 (2-1, 2-1, 3-1) 8116 Scandinavium Omgång 34 - 9 mars 1978 Skellefteå AIK-Färjestads BK 10-5 (2-1, 4-3, 4-1) 5254 Skellefteå isstadion - 9 mars 1978 Timrå IK-Brynäs IF 6-4 (2-1, 2-0, 2-3) 1265 Timrå isstadion - 9 mars 1978 Modo AIK-Södertälje SK 4-0 (1-0, 1-0, 2-0) 3073 Kempehallen - 9 mars 1978 Västra Frölunda IF-Leksands IF 10-1 (3-0, 1-1, 6-0) 11670 Scandinavium - 9 mars 1978 Djurgårdens IF-AIK 5-5 (3-0, 1-4, 1-1) 8872 Johanneshovs isstadion Omgång 35 - 12 mars 1978 AIK-Västra Frölunda IF 2-4 (1-0, 0-2, 1-2) 9328 Johanneshovs isstadion - 12 mars 1978 Leksands IF-Modo AIK 5-7 (3-4, 2-2, 0-1) 1014 Leksands isstadion - 12 mars 1978 Södertälje SK-Timrå IK 1-1 (0-1, 1-0, 0-0) 7425 Scaniarinken - 12 mars 1978 Brynäs IF-Skellefteå AIK 4-3 (2-1, 1-1, 1-1) 4801 Gavlerinken - 12 mars 1978 Färjestads BK-Djurgårdens IF 12-9 (4-4, 2-0, 6-5) 2122 Färjestads ishall Omgång 36 - 15 mars 1978 Färjestads BK-Brynäs IF 9-3 (2-0, 4-2, 3-1) 3406 Färjestads ishall - 15 mars 1978 Skellefteå AIK-Södertälje SK 6-2 (1-0, 1-0, 4-2) 4859 Skellefteå isstadion - 15 mars 1978 Timrå IK-Leksands IF 7-3 (2-0, 3-3, 2-0) 3273 Timrå isstadion - 15 mars 1978 Modo AIK-AIK 1-3 (1-2, 0-1, 0-0) 5866 Kempehallen - 15 mars 1978 Djurgårdens IF-Västra Frölunda IF 5-4 (1-1, 1-0, 3-3) 6518 Johanneshovs isstadion |